# Mladinj
Mladinj je nenaseljeni otočić uz zapadnu obalu otoka Molata. Od obale Molata je udaljen oko 230 metara.
Površina otoka je 4.543 m2, duljina obalne crte 256 m, a visina oko 7 metara.